# Hugli (Fluss)
Der Hugli (bengalisch: হুগলী, Huglī; anglisiert auch Hooghly) ist ein ungefähr 260 km langer Mündungsarm des Ganges im indischen Bundesstaat Westbengalen.
Er beginnt am Zusammenfluss des Bhagirathi, Jalangi und Matabhanga, alles ebenfalls Gangesableger im Mündungsdelta des Ganges. Der Hugli mündet in den Golf von Bengalen. An ihm liegen die Hochseehäfen Haldia und Diamond Harbour. Er ist schiffbar mit Seeschiffen bis Kolkata, das gemeinsam mit Haora ebenfalls am Hugli liegt. Stromaufwärts ist er eine bedeutende Verkehrsader für die anliegenden Industriegebiete. Die Portugiesen gründeten 1537 einen Handelsstützpunkt am Hugli, der für sie bis ins 17. Jahrhundert von Bedeutung war. Die Rabindra Setu, ein Wahrzeichen von Kolkata, ist die bekannteste Brücke über den Fluss.